# Campeonato Citadino de Sorocaba de 1931
O Campeonato de Futebol da Liga Sorocaba de Futebol de 1931 foi a terceira edição dessa competição esportiva entre clubes filiados à esta liga, que voltou a ser disputada após um hiato de 9 anos da LSF.
Disputado entre 12 de Julho e 13 de Dezembro, teve o Sorocaba Futebol Clube como campeão e o São Bento na segunda colocação. O campeonato teve apenas um turno, visto que foi iniciado muito tarde.
Antes do Campeonato Citadino houve um Torneio Início, chamado de Taça Dorly, que vencido também pelo Sorocaba.
Ao todo, foram 21 jogos, com 78 gols marcados (uma média de 3,71 por jogo).

## Participantes
- Esporte Clube São Bento
- Corinthians Futebol Clube
- Esporte Clube Fortaleza
- Paulista Futebol Clube
- Clube Atlético Britannia
- Sport Club Sorocabano
- Sorocaba Futebol Clube

## Torneio Início
Pela primeira vez houve o Torneio Início em Sorocaba, organizado pela LSF com o nome de Taça Dorly. Os jogos eram disputados nos mesmos moldes do Torneio Início de São Paulo. A disputa ocorreu no dia 28 de Junho, o campo escolhido para a disputa foi o do Corinthians.
|  | Quartas de final | Quartas de final | Quartas de final |          |           | Semifinais | Semifinais | Semifinais |  |  | Final | Final       | Final |
|  |                  |                  |                  |          |           |            |            |            |  |  |       |             |       |
|  |                  |                  |                  |          |           |            |            |            |  |  |       |             |       |
|  |                  | Sorocabano       | 0                |          |           |            |            |            |  |  |       |             |       |
|  |                  | Fortaleza        | 4                |          |           |            |            |            |  |  |       |             |       |
|  |                  | Fortaleza        | 4                |          | Fortaleza | 0          |            |            |  |  |       |             |       |
|  |                  |                  |                  |          | Fortaleza | 0          |            |            |  |  |       |             |       |
|  |                  |                  | Corinthians      | 2        |           |            |            |            |  |  |       |             |       |
|  |                  | Britannia        | Corinthians      | 2        | 0         |            |            |            |  |  |       |             |       |
|  |                  | Britannia        |                  |          | 0         |            |            |            |  |  |       |             |       |
|  |                  | Corinthians      | 1                |          |           |            |            |            |  |  |       |             |       |
|  |                  |                  |                  |          |           |            |            |            |  |  |       | Corinthians | 0     |
|  |                  |                  |                  | Sorocaba | 1         |            |            |            |  |  |       |             |       |
|  |                  |                  |                  |          |           |            |            |            |  |  |       |             |       |
|  |                  |                  |                  |          |           |            |            |            |  |  |       |             |       |
|  |                  |                  | Paulista         | 0        |           |            |            |            |  |  |       |             |       |
|  |                  |                  |                  | 0        |           |            |            |            |  |  |       |             |       |
|  |                  |                  | Sorocaba         | 2        |           |            |            |            |  |  |       |             |       |
|  |                  |                  | Sorocaba         | 2        |           |            |            |            |  |  |       |             |       |
|  |                  |                  |                  |          |           |            |            |            |  |  |       |             |       |
|  |                  |                  |                  |          |           |            |            |            |  |  |       |             |       |

## Tabela
12/07 - EC Sao Bento 3x3 Corinthians FC
19/07 - EC Fortaleza 2x1 Paulista FC
26/07 - CA Britannia 1x1 SC Sorocabano
02/08 - Sorocaba FC 1x1 EC Sao Bento
09/08 - Corinthians FC 2x1 EC Fortaleza
16/08 - Paulista FC 0x2 CA Britannia
23/08 - SC Sorocabano 1x1 Sorocaba FC
30/08 - EC Sao Bento 3x3 EC Fortaleza
13/09 - SC Sorocabano 1x2 Paulista FC
20/09 - SC Sorocabano 1x4 EC Fortaleza
27/09 - CA Britannia 3x3 EC Sao Bento
04/10 - Corinthians FC 2x0 Paulista FC
11/10 - EC Fortaleza 2x0 CA Britannia
18/10 - Sorocaba FC 2x0 Corinthians FC
25/10 - SC Sorocabano 1x4 EC Sao Bento
01/11 - Sorocaba FC 2x1 EC Fortaleza
08/11 - EC Sao Bento 7x2 Paulista FC
15/11 - SC Sorocabano 1x4 Corinthians FC
22/11 - CA Britannia 0x4 Sorocaba FC
06/12 - Corinthians FC 1x3 CA Britannia
13/12 - Sorocaba FC 1x1 Paulista FC

## Classificação final
| 1 | Sorocaba    | 6 | 9 | 3 | 3 | 0 | 11 | 4  | 7   |
| 2 | São Bento   | 6 | 8 | 2 | 4 | 0 | 21 | 13 | 8   |
| 3 | Fortaleza   | 6 | 7 | 3 | 1 | 2 | 13 | 9  | 4   |
| 4 | Corinthians | 6 | 7 | 3 | 1 | 2 | 12 | 10 | 2   |
| 5 | Britannia   | 6 | 6 | 2 | 2 | 2 | 9  | 11 | -2  |
| 6 | Paulista    | 6 | 3 | 1 | 1 | 4 | 6  | 15 | -9  |
| 7 | Sorocabano  | 6 | 2 | 0 | 2 | 4 | 6  | 16 | -10 |
| J - Jogos; PG - Pontos ganhos; V - Vitórias; E - Empates; D - Derrotas; GP - Gols Pró; GC - Gols contra; SG - Saldo de gols |             |   |   |   |   |   |    |    |     |

## Premiação
| Campeão Amador de Sorocaba de 1931 |
| ---------------------------------- |
| Sorocaba FC (1º título)            |